# Lịch sử Pakistan

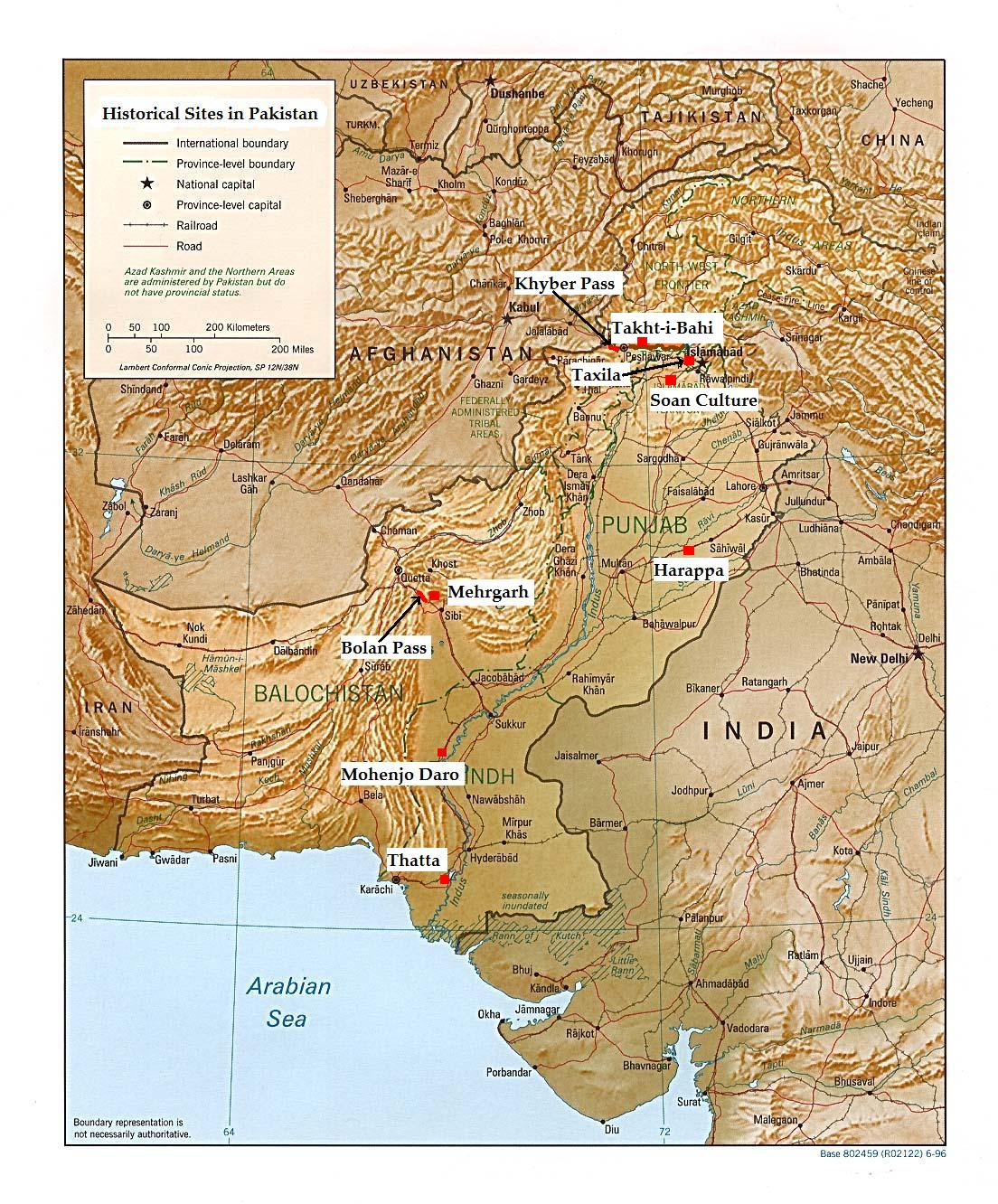
Một bản đồ phác thảo các di tích lịch sử ở Pakistan

Lịch sử của Pakistan bao gồm khu vực Thung lũng sông Ấn , trải dài khắp phía tây của tiểu lục địa Ấn Độ và cao nguyên phía đông Iran. Khu vực này đóng vai trò là mảnh đất màu mỡ của một nền văn minh lớn và là cửa ngõ của Nam Á đến Trung Á và Cận Đông.
Nằm trên tuyến đường di cư ven biển đầu tiên của Homo sapiens ra khỏi châu Phi, khu vực này có người ở hiện đại rất sớm. Lịch sử 9.000 năm của cuộc sống làng quê ở Nam Á bắt nguồn từ địa điểm Neolithic (7000 - 4300 TCN) của Mehrgarh ở Pakistan, và lịch sử 5.000 năm của cuộc sống đô thị ở Nam Á đến các địa điểm khác nhau của Văn minh lưu vực sông Ấn, bao gồm Mohenjo Daro và Harappa.
Hàng thiên niên kỷ sau đó chứng kiến khu vực Pakistan ngày nay hấp thụ nhiều ảnh hưởng của Đại diện cho những người khác trong các địa điểm Phật giáo cổ xưa của Taxila, và Takht-i-Bahi, tượng đài Hồi giáo Sindhi của thế kỷ 14 ở Thatta và di tích Mughal thế kỷ 17 của thành phố Lahore. Trong nửa đầu thế kỷ 19, khu vực này đã bị Công ty Đông Ấn chiếm đoạt, sau đó, sau năm 1857, sau 90 năm cai trị trực tiếp của Anh và kết thúc bằng việc thành lập Pakistan năm 1947, thông qua những nỗ lực của nhà thơ quốc gia tương lai Allama Iqbal và người sáng lập Pakistan, Muhammad Ali Jinnah. Kể từ đó, đất nước này đã trải qua cả các chính phủ dân sự và quân sự, dẫn đến thời kỳ tăng trưởng kinh tế và quân sự đáng kể cũng như những bất ổn; Các sự kiện có ý nghĩa trong thời gian sau đó, là Chiến tranh giải phóng Bangladesh, năm 1971, với việc Đông Pakistan trở thành quốc gia mới Bangladesh.

## Thời tiền sử

### Thời kỳ đồ đá
Riwat là một di tích đồ đá cũ trong vùng Thượng Punjab. Di tích Riwat 55, cho thấy nơi này đã có người tiền sử cư trú với niên đại khoảng 45.000 năm trước. Soanian là văn hóa khảo cổ của thời đồ đá cũ thấp, Acheulean. Nó được đặt tên theo Thung lũng Soan ở Sivalik Hills, gần Islamabad / Rawalpindi ngày nay. Ở Adiyala và Khasala, khoảng 16 kilômét (9,9 mi) tính từ Rawalpindi, trên khúc quanh của sông Soan, hàng trăm công cụ đá đã được phát hiện. Không có bộ xương người ở thời kỳ này được tìm thấy.

### Thời kỳ đồ đá mới
Mehrgarh là một di tích thời kỳ đồ đá mới quan trọng được phát hiện vào năm 1974, cho thấy bằng chứng ban đầu về canh tác và chăn gia súc, và nha khoa. Địa điểm này bắt đầu từ 7000 - 5500 TCN) và nằm trên đồng bằng Kachi của Balochistan. Cư dân của Mehrgarh sống trong những ngôi nhà gạch bùn, lưu trữ ngũ cốc trong các vựa lúa, dụng cụ thời trang với quặng đồng, trồng lúa mạch, lúa mì, táo tàu và chà là, và cừu, dê và gia súc. Khi nền văn minh phát triển (5500 - 2600 TCN), cư dân bắt đầu tham gia vào các nghề thủ công, bao gồm đập đá, thuộc da, sản xuất hạt và gia công kim loại. Địa điểm này đã được các cư dân liên tục định cư cho đến 2600 TCN, khi những thay đổi khí hậu bắt đầu xảy ra. Giữa năm 2600 và 2000 TCN, khu vực trở nên khô cằn hơn và Mehrgarh bị bỏ mặc và cư dân bắt đầu di chuyển đến lưu vực sông Ấn, nơi một nền văn minh mới đang trong giai đoạn phát triển ban đầu.

### Văn minh lưu vực sông Ấn
Thời đại đồ đồng ở lưu vực sông Ấn bắt đầu khoảng 3300 TCN với nền văn minh lưu vực sông Ấn. Cùng với Ai Cập cổ đại và Mesopotamia, đó là một trong ba nền văn minh sơ khai của Thế giới cũ, và trong số ba nền văn minh phổ biến nhất,  có diện tích 1,25 triệu km 2. Nó phát triển mạnh ở các lưu vực của sông Ấn, ngày nay là các tỉnh Sindh, Punjab và Balochistan của Pakistan, và dọc theo một hệ thống các con sông lâu năm, chủ yếu là gió mùa, từng chảy qua vùng lân cận của sông Ghaggar-Hakra theo mùa ở các vùng phía tây bắc Ấn Độ. Vào thời kỳ đỉnh cao, nền văn minh này đã có lượng dân số khoảng 5 triệu người trải rộng trên hàng trăm khu định cư kéo dài đến tận biển Ả Rập đến miền nam và miền đông Afghanistan ngày nay, và dãy Hy Mã Lạp Sơn. Cư dân của lưu vực sông Ấn cổ đại, Harappans, đã phát triển các kỹ thuật mới trong luyện kim và thủ công mỹ nghệ (sản phẩm carneol, khắc dấu) và sản xuất đồng, đồng, chì và thiếc.
Nền văn minh lưu vực sông Ấn trưởng thành phát triển từ khoảng 2600 đến 1900 TCN, đánh dấu sự khởi đầu của nền văn minh đô thị ở lưu vực sông Ấn. Nền văn minh bao gồm các trung tâm đô thị như Harappa, Ganeriwala và Mohenjo-daro cũng như một nhánh được gọi là văn hóa Kulli (2500 -2000 TCN) ở miền nam Balochistan và được ghi nhận là thành phố được xây dựng bằng gạch, hệ thống thoát nước bên đường và nhiều tầng nhà cửa. Nó được cho là đã có một số phương thức tổ chức thành phố.
Trong thời kỳ cuối của nền văn minh này, các dấu hiệu suy giảm dần dần bắt đầu xuất hiện, vào khoảng năm 1700   TCN, hầu hết các thành phố đã bị bỏ hoang. Tuy nhiên, nền văn minh lưu vực sông Ấn đã không biến mất đột ngột và một số yếu tố của nền văn minh Indus có thể đã sống sót. Việc làm sạch khu vực này trong thiên niên kỷ thứ 3 trước Công nguyên có thể là động lực ban đầu cho quá trình đô thị hóa gắn liền với nền văn minh, nhưng cuối cùng cũng làm giảm nguồn cung cấp nước đủ để gây ra sự sụp đổ của nền văn minh và làm phân tán dân cư ở phía đông. Nền văn minh sụp đổ vào khoảng năm 1700 TCN, mặc dù những lý do đằng sau sự sụp đổ của nó vẫn chưa được biết. Thông qua việc khai quật các thành phố Indus và phân tích quy hoạch và con dấu thị trấn, người ta đã suy ra rằng nền văn minh này có mức độ tinh vi cao trong quy hoạch thị trấn, nghệ thuật, thủ công và thương mại.

### Thời kỳ Vệ Đà

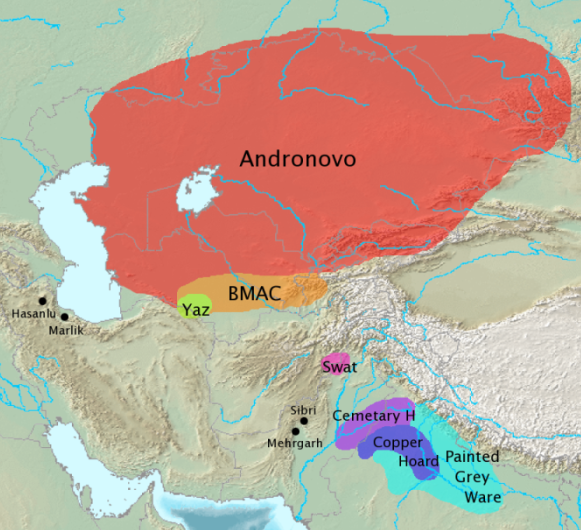
Văn hóa khảo cổ. Các văn hóa GGC, Cemetery H, Copper Hoard và PGW là những nền văn hóa đại diện, gắn liền với tộc Ấn-Arya.

Thời kỳ Vệ Đà (k. 1500 – k. 500 TCN) được cho là đã hình thành trong khoảng từ năm 1500 TCN đến năm 800 TCN. Khi người Ấn-Arya di cư tới thung lũng sông Ấn, họ đã mang theo những truyền thống và tập tục tôn giáo của dân tộc mình để hòa nhập với văn hóa địa phương. Niềm tin tôn giáo của người Ấn-Arya và các tín ngưỡng văn hóa Harappa đã tạo nên nền văn hóa Vệ Đà.  Người Ấn-Arya vốn là một xã hội xuất hiện từ thời Hậu kỳ Đồ đồng, sống tập trung ở Punjab. Thay vì lập vương quốc, những người trong tộc tổ chức thành các bộ lạc nhỏ, và thường duy trì lối sống chăn thả gia súc. Thời kỳ này, Kinh Vệ-đà là kinh sách cổ nhất của Ấn Độ giáo được phát hành. 